# 虎南有香
虎南 有香（こなん ゆか、1989年7月10日 - ）は、日本のファッションモデル、歌手、タレント、女優、元アイドル。元SOUL TIGERメインボーカルで、男装アイドル「風男塾」の元メンバー。武蔵野大学中退。
北海道小樽市出身。血液型はO型。ディスカバリー・ネクスト所属（先駆舎）を経て、2022年1月からフリー。
愛称はコナンc（ちゃん）。この愛称が、フルネームの代わりに名前として使われていることも多い。「こなん」の英字表記は所属事務所においても"KONAN"と"CONAN"が混在していたが、2003年秋には公式に"KONAN"に統一された。後に、従姉とされる虎南有美が"KONAN"に改名したため、グラビア活動ではKonan Yukaと表記されることが多い。

## 略歴

### 音楽活動
デビュー前は、沖縄アクターズインターナショナル札幌校（現・CAPスタジオ）でレッスンを受けていた。
オーディション合格を機に、12歳で北海道小樽市の親元を離れて大阪へ。テレビ番組『バトラク』から派生したダンスユニット・SOUL TIGERのメインボーカルとして迎え入れられ吉井弓香、石田裕子、虎南有美（KONAN）と4人で活動した。当時、番組内では「虎南有美の従妹」として紹介され、芸名「虎南有香」もそれに則ったもの。
SOUL TIGER活動休止後も散発的に音楽方面での活動はしており、2003年には写真ムックの付録扱いながら初のソロ楽曲「So Happy Days」を発表。2005年には丹羽未来帆（にわみきほ）、松本玲奈、我妻三輪子、岡本玲と5人で「ニコモノ」として、2006年には上原奈美、浅田美穂、橘美緒と「ソーランはっぴぃず」として女性アイドルグループでの音楽活動を行っている。2007年には乾曜子、岩田有以と「らぐな☆がーるず」としてシングルをリリース。

### モデル・アイドルとして
SOUL TIGERの準備と並行し、女子小中学生向けファッション誌『ニコラ』2001年12月号でファッションモデルとしてデビュー。以後同誌の専属モデル（ニコモ）として活動し、一躍人気モデルになった。初撮影日からのモデル仲間で、当時人気を二分した新垣結衣とは大親友。2006年5月号をもって丹羽未来帆、松本玲奈、関千紘と共に卒業。
ニコラ卒業後はソーランはっぴぃずのメンバーやセシールのティーン向け通販カタログcupop（旧・Teen's cecile）のモデルなど、ニコモ時代の同年代女性ファンを意識した芸能活動を限定的に行っていたが所属事務所・先駆舎の事情によりディスカバリー・エンターテインメントへ移籍すると路線を転換。2007年2月17日には公式ブログを開設したほか、3月には中野系オタクアイドルユニット「中野風女シスターズ」に「ファッションオタク」の肩書きでメンバーとして加入しファンイベントや『GyaO』などで積極的な活動を行っている。ユニット内でのイメージカラーは赤。2010年代は同グループ内で結成された男装アイドル「風男塾」のメンバー・赤園虎次郎としての活動がメインとなっていった。中野風女シスターズ・風男塾ではセンターを務めることが多かった。
また中野風女シスターズからサブユニットとして派生した前記の「らぐな☆がーるず」はオンラインゲーム『ラグナロクオンライン』のイメージキャラクターであり、同ゲームのプロモーション方面での活動もみられる。
2017年3月17日をもって、風男塾を卒業した。

### テレビでの活動
- NHK教育の『高校講座・家庭総合』の司会を2008年から行う。
- 翌2009年からテレビ出演が増加し、『おもいッきりDON!』にてお天気お姉さんおよびアシスタント、『関口宏の東京フレンドパークII』にて従業員（アシスタント）としてレギュラー出演し、活躍の幅を広げる。
- 2009年7月31日放送の『おもいッきりDON!』第二部で「DONとバレ 私の秘密」のコーナーにオペラ歌手・中島啓江がゲストとして出演。『おもいッきり合唱団』[3]の一員として「おもいッきりDON!のテーマ」（尼崎昇、作詞・作曲）を一緒に歌った。
- 『おもいッきりDON!』の番組リニューアルで第1部が『おもいッきりPON!』になってからは、従来のお天気お姉さんなどの他に「名パン偵コナン」[4]（火曜日）・「コナンとゆかいな雑貨たち」（金曜日）と番組のコーナーを担当するようになる。レギュラー番組以外にも下記に記載してあるように色々な番組への出演を果たした。
- 2010年3月29日放送からは『PON!』で月曜日のレギュラーとして浜内千波、大西ライオンと3人で料理コーナーを担当することになり、それと同時に「お天気お姉さん」を卒業することとなった。10月以降も浜内千波、U字工事と4人で引き続き料理コーナーを担当し、2011年3月21日放送をもって番組を降板した。
- 2014年4月から2017年3月までNHK Eテレの『Let's天才てれびくん』にて、大野拓朗と共にMCを3年間担当した。

### 私生活
- 2017年2月23日、一般人男性と結婚したことに加えて、自身の妊娠を報告した[5]。同年7月10日に第1子女児を出産[6]。2020年4月2日、第2子妊娠を報告[7]。8月15日、第2子女児出産を報告[8]。

## 人物
- 小学生の時にテニスの県大会で準優勝した経験がある。
- 12歳（小学校6年生）で北海道小樽市の親元を離れて大阪へ行くことになり、虎南自身は寂しさは感じなかったが両親（特に父親）は非常に寂しがっていた。
- ニコモ時代に虎南は大阪から、新垣結衣は沖縄から東京に通っていて、同じホテルに宿泊していたことから交流があった。今でも新垣とは仲が良い[9]。
- 中学生の頃は大阪に住んでいたが卒業と同時に帰省し、地元の高校に通いながら芸能活動を続けていた。2008年、高校卒業と同時に上京1人暮らし[10]をしながら武蔵野大学に通っていた。
- 晴れ女を自称している[11]。
- 本人曰く「右に出るものはいない」というほどの納豆好き。
- 私服は黒系が多いが、ピンク色が好き。
- 「おちょこ」という名前のハムスターを飼っている。
- にわみきほとは容姿がとても似ていることから、双子のようだと発言している[10]。

## ユニット
- 中野風女シスターズ
- 風男塾 - 赤園 虎次郎（あかぞの こじろう）名義

## 出演

### バラエティ
- バトラク（2001年9月 - 2002年3月、関西テレビ）
- Parky Party（2002年10月 - 2003年9月、テレビ東京）
- ニコモノ!（2004年4月 - 9月）
- おもいッきりDON!1025（2009年3月31日 - 10月2日、日本テレビ） - 火曜と金曜の天気・アシスタント担当
- おもいッきりPON!（2009年10月6日 - 2010年3月26日、日本テレビ） - 火曜と金曜の天気・アシスタント担当
- PON!（2010年3月29日 - 2011年3月21日、日本テレビ） - 月曜日のコーナーレギュラー
- 関口宏の東京フレンドパークII（2009年4月 - 2010年3月、TBS） - 従業員
- いぬいこなんのPP Night（2011年7月20日 - 、ニコジョッキー）
- Let's天才てれびくん（2014年3月31日 - 2017年3月30日、NHK Eテレ） - MC

### テレビドラマ
- 激漫ティービー 株式会社六文銭 COMPANY FROM GHOST!（2004年、テレビ東京） - 千姫 役
- 仮面ライダーフォーゼ（2011年9月4日 - 2012年1月15日、テレビ朝日） - 園田紗理奈 役[12]
- 仮面ライダージオウ（2018年9月30日）- 園田紗理奈（写真）役

### ドキュメンタリー
- 桃源紀行 七つのしあわせ 日本編「小樽」（2012年8月15日、NHKBSプレミアム） - 案内役

### 教育番組
- 高校講座・家庭総合（2008年4月 - 2011年3月、NHK教育テレビ） - 司会

### 映画
- 渋谷怪談 THE リアル都市伝説（2006年1月21日公開） - 高原祐佳里 役
- 忘れられない、あの夏（2010年10月2日公開、ジョリー・ロジャー） - 伊集院香織 役
- 仮面ライダー×仮面ライダー フォーゼ&オーズ MOVIE大戦MEGA MAX（2011年12月10日公開） - 園田紗理奈（写真） 役

### ラジオ
- リッスン? 〜Live 4 Life〜（2010年10月 - 2013年9月、文化放送）
- FX三姉妹（2014年1月29日、ラジオNIKKEI第1放送）

### CM・広告
- マンダム Simplity（2002年）
- カルピス味の素ダノン ダネット（2003年）
- 小学館 少女コミック（2003年）
- タカラ e-karaWeb（2003年）
- ワコール ワコールジュニア（2004年1月 - 12月） - イメージキャラクター
- next story（2004年1月 - 2005年3月） - イメージキャラクター
- 京セラ au A1403K（2004年） - イメージキャラクター
- 大塚製薬 カロリーメイト「アップル味美味しいよね」（2005年）
- 大塚製薬 オロナインH軟膏（2005年） - イメージキャラクター
- ナムコ 花鳥風月3 - プリクラ機
- メガハウス ウサワカメ（2006年）

### ネットムービー
- ネット版 仮面ライダーフォーゼ みんなで授業キターッ!（2012年、東映） - 園田紗理奈 役

### 舞台
- 逆転裁判 〜逆転のスポットライト〜（2014年4月9日 - 13日、草月ホール） - 美惑埜香 役
- 魔界（2014年 - ） - ガラシャ（伽羅奢） 役

### ヴォイスコミック
- 風男塾物語（2012年、集英社） - 赤園虎次郎 役

### ライブ・イベント
- 風男塾単独ライブ「黒白歌合戦2018」（2018年12月30日、渋谷ストリームホール） - MC
- 風男塾単独ライブ「黒白歌合戦2019」（2019年12月29日、渋谷ストリームホール） - MC

## 作品

### 雑誌
- ニコラ（2001年12月号 - 2006年5月号、新潮社） - レギュラー
- 少女コミック（2003年4月号 - 、小学館） - イメージキャラクター
- nissen（通販カタログ）

### 写真集
- まるごとコナンちゃんブック（2003年4月1日、先駆舎）
- とらんすふぉーむ（2009年11月12日）[13]

### DVD
- とらんすふぉーむ（2009年11月11日）

### 音楽
すべてマキシシングル形態のCD。アーティスト名義別に分類した。収録曲リストではないためボーカルカットトラック（Instrumental）などは一覧に含めていない。
SOUL TIGER
『scream』
2001年11月28日リリース（R and Cジャパン）
1. scream
2. BAD BOY

『Why?』
2002年3月16日リリース（R and Cジャパン）
1. Why? - テレビ番組『松本紳助』エンディングテーマ。
2. fortune

虎南有香
『So Happy Days』
2003年4月1日リリース（先駆舎『まるごとコナンちゃんブック』付録）
1. So Happy Days - ソロデビュー曲。

ニコモノ
『I Don't Know』
2005年2月23日リリース（ジェネオンエンタテインメント）
1. I Don't Know - テレビ番組『ニコモノ!』主題歌
2. Give Me Up
3. M

ソーランはっぴぃずと猫ひろし
『踊れ! ソーランパラパラ』
2006年4月12日リリース（東芝EMI）
1. 踊れ! ソーランパラパラ

らぐな☆がーるず
『永遠のストーリー』
2007年4月25日リリース（U's MUSIC）
1. 永遠のストーリー
2. 明日に架かる虹
3. 幸せ日和
4. 南風ドロップ
5. sweet silence chorus
6. 恋はプワプワ